# Deutscher Kurzwellensender Atlantik

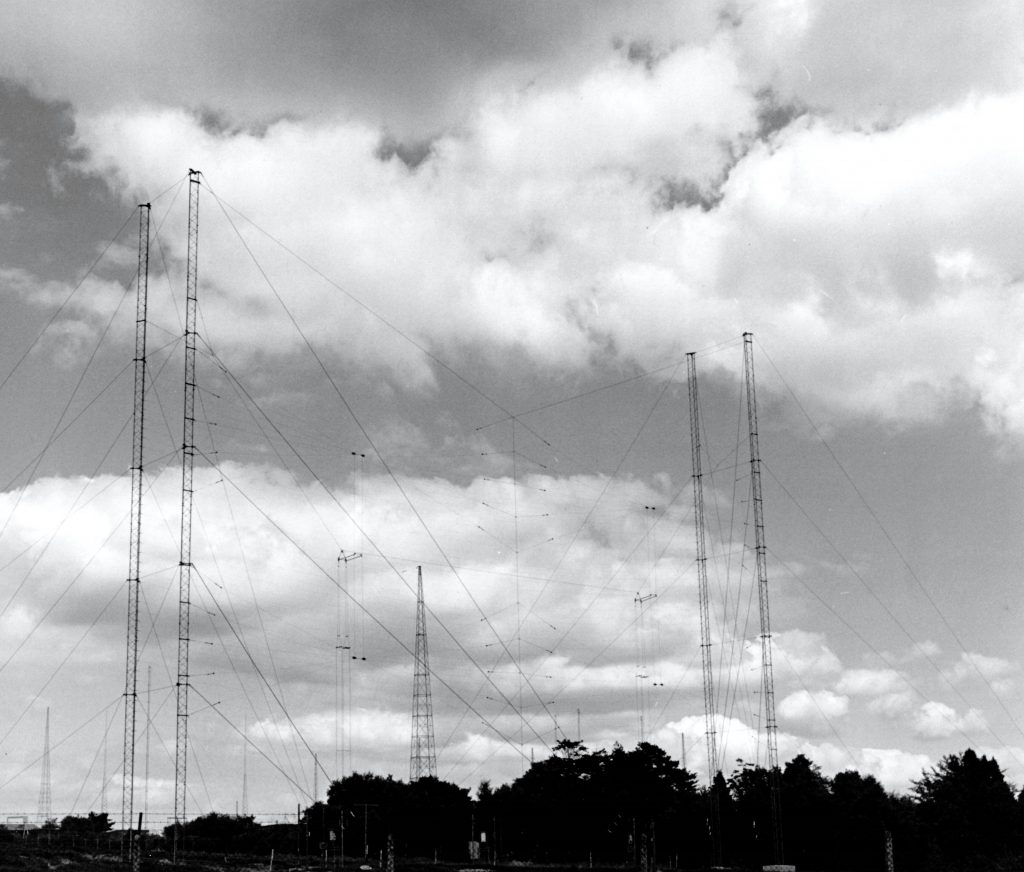
As antenas Aspidistra.

A Deutscher Kurzwellensender Atlantik (alemão : "Rádio Atlântica de Ondas Curtas Alemã", popularmente conhecida como Atlantiksender - "Canal Atlântico"), foi uma estação de rádio de propaganda britânica operacional durante a Segunda Guerra Mundial. A estação foi ideia de Sefton Delmer, do Political Warfare Executive, e foi transmitida de Aspidistra em Sussex, Inglaterra, entre 1943 e 1945. O sinal de transmissão da estação de rádio era forte o suficiente para ser recebido em todo o Oceano Atlântico e, assim, atingir o seu público-alvo, os submarinistas alemães. A estação transmitia música de dança popular proveniente da Alemanha e dos EUA, além de notícias detalhadas da Alemanha. Atlantiksender concentrou-se principalmente em aspetos que tenderiam a reduzir o moral dos submarinistas da Kriegsmarine e tentar convencê-los de que os Aliados sabiam tudo sobre as suas operações e estratégias militares diárias e gerais.

## Estabelecimento

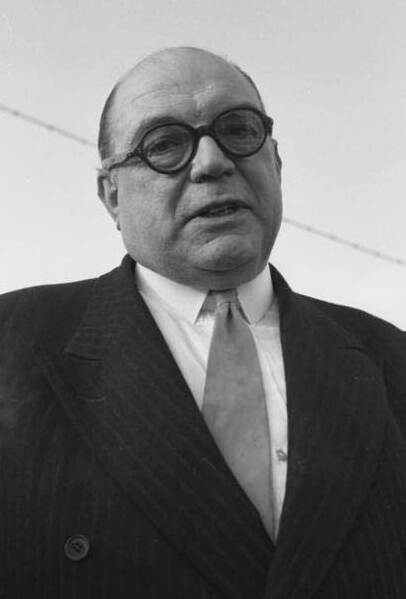
Delmer, retratado em 1958.

A Deutscher Kurzwellensender Atlantik foi liderada por Sefton Delmer, antigo correspondente do Daily Express em Berlim, para o Political Warfare Executive (PWE) do governo britânico. Delmer havia concebido uma estação de propaganda transmitindo para marinheiros alemães no final de 1942 e pediu permissão a Donald McLachlan, chefe da subseção de propaganda NID 17Z da Divisão de Inteligência Naval, durante um almoço muito alcoólico perto do Natal. A ideia foi então defendida pelo chefe do PWE , R.H. Bruce Lockhart.

## Operação
Delmer recebeu permissão para usar Aspidistra, um grande conjunto de antenas perto de Maresfield, Sussex, que havia sido construído pela Radio Corporation of America. Embora o relato de Delmer indique que a estação começou a transmitir em 5 de fevereiro de 1943, na verdade ela começou em 22 de março. Ela transmitia entre as 18h00 e as 8h00 diariamente em vários canais de ondas curtas, incluindo 6210, 9545 e 9760. A antena Aspidistra transmitiu um poderoso sinal de 700 quilowatts que permitiu que fosse captado até ao Oceano Atlântico, chegando até a costa leste dos Estados Unidos. Delmer também usou Aspidistra para transmitir Soldatensender Calais, uma estação semelhante destinada às forças terrestres alemãs na Europa. A estação foi categorizada como propaganda negra, pretendendo ser uma estação de rádio alemã, mas transmitindo informações destinadas a minar o moral alemão, e como propaganda cinza, não tendo nenhuma afiliação declarada. O seu foco particular era a transmissão para as tripulações de submarinos alemães.

### Funcionários

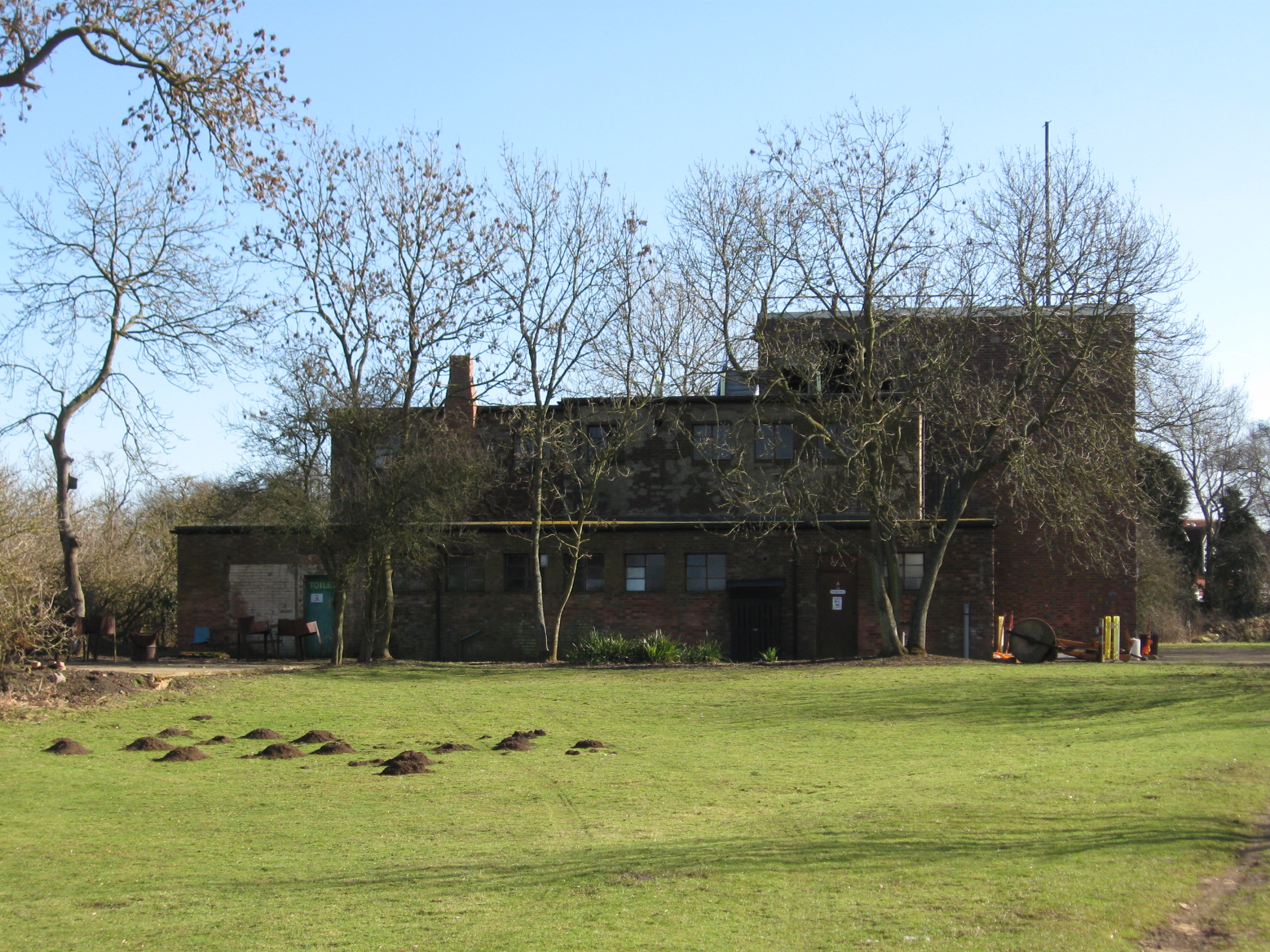
O estúdio de Milton Bryan.

Para atingir os seus objetivos, Delmer reuniu uma equipa variada que trabalhou em transmissões de um complexo seguro em Milton Bryan, em Bedfordshire. Isso incluía o classicista e agente de inteligência Courtenay Edward Stevens, que havia criado o motivo "V de Vitória"/ Quinta Sinfonia de Beethoven para transmissões abertas dos Aliados. Muriel Spark também trabalhou para a estação e aproveitou a experiência parao  seu romance de 1973, The Hothouse by the East River. A atriz alemã Agnes Bernelle forneceu uma voz feminina atraente para a estação sob o nome de "Vicky".
Delmer procurou tornar a estação o mais credível possível, incluindo o uso de falantes fluentes de alemão e o mais recente jargão militar alemão. Para conseguir isso, alguns dos funcionários eram desertores alemães, incluindo Otto John, Richard Wurmann, Hans Walter Zech-Nenntwich e Wolfgang Gans zu Putlitz. Delmer buscava recrutas entre prisioneiros de guerra (POWs) mantidos na Grã-Bretanha, pois esses homens teriam conhecimento do jargão militar, procedimentos operacionais e das preocupações dos marinheiros alemães. Estes homens trabalhavam na estação, mas permaneciam, tecnicamente, prisioneiros. O pessoal alemão da estação trabalhava sob um pseudónimo que os impedia de serem identificados e, assim, permitia-lhes retornar para casa após a guerra sem recriminações.

### Relato de notícias
A estação forneceu notícias alemãs atualizadas, fornecidas pelo NID 17Z. Isto incluía a retransmissão de notícias recolhidas de estações de rádio oficiais alemãs monitorizadas pela BBC e retiradas de um teletipo ainda ativo deixado na agência de notícias Deutsches Nachrichtenbüro no início da guerra. O Ministério da Aeronáutica forneceu detalhes dos bombardeios aliados na Alemanha, que eram frequentemente relatados com detalhes gráficos e elaborados. As notícias também continham relatos de países aliados e neutros sobre o bom tratamento fornecido aos desertores alemães. Uma notícia típica era “médicos valentes lutam contra a difteria em campos de crianças alemães”, aparentemente uma boa notícia sobre médicos trabalhadores, mas destinada a preocupar os marinheiros sobre as condições em casa.
Itens de natureza mais pessoal também foram transmitidos, como os resultados das partidas de futebol entre as equipas de submarinos na sua base em Saint Nazaire, incluindo os apelidos pessoais dos jogadores. Um antigo livreiro, Frank Lyndner, mantinha um banco de dados de dados pessoais retirados de cartas de prisioneiros de guerra alemães para permitir que a estação anunciasse nascimentos, mortes e casamentos, transferências, promoções e medalhas relacionadas ao serviço de submarinos. O falante fluente de alemão e mais tarde jornalista da BBC, Charles Wheeler, visitou campos de prisioneiros de guerra para coletar histórias pessoais sobre bares e bordéis para incluir em transmissões.

### Música
Para tornar a estação atraente para os ouvintes, ela transmitia o que havia de mais moderno em música popular para dançar, sob a direção do disc jockey Alexander Maass. Os últimos discos alemães eram obtidos de Estocolmo por aeronaves rápidas de Havilland Mosquito da RAF. Registos americanos populares foram fornecidos pelo Escritório de Serviços Estratégicos, uma agência de inteligência dos EUA. A banda de Henry Zeisel forneceu música interna para a estação; os músicos foram capturados enquanto forneciam entretenimento ao Afrika Korps no Norte da África. Música adicional foi fornecida pela banda dos Royal Marines. A cantora alemã Marlene Dietrich cantou algumas canções alemãs para transmissão no que, segundo lhe disseram, era uma estação da Voice of America gerida pelos EUA.

## Impacto
A maioria dos ouvintes alemães reconheceu que a estação era de origem aliada, mas continuou a ouvi-la devido à qualidade do seu material de transmissão e preferiu-a às estações de propaganda alemãs. As notícias divulgadas pela estação tinham grande credibilidade entre os seus ouvintes alemães. O nível de detalhe relatado pretendia demonstrar que os serviços secretos britânicos sabiam tanto sobre as operações alemãs que era inútil que os alemães capturados ocultassem qualquer informação durante o interrogatório. Num caso, a inteligência britânica notou um aumento na atividade naval alemã na região de Gironda e imaginou que isso poderia envolver uma tentativa de navios de navegar para o Extremo Oriente; essa informação foi passada para a estação, que tocou um programa especial de música japonesa e chinesa. Um piloto da Luftwaffe capturado usou o incidente como um exemplo de por que não fazia sentido guardar segredos dos seus interrogadores britânicos.
A estação transmitiu um apelo aos U-boats para "Schluß zu machen" (por um fim a isso) em 29 de abril de 1945, nos últimos dias da guerra na Europa, mas isso não teve sucesso.